# 丝毛弓背蚁
丝毛弓背蚁（学名：Camponotus holosericeus）又称中华弓背蚁，是蚁科、蚁亚科、弓背蚁属之下的一个物种。

## 形态描述
大型工蚁头部特化，拥有着有咬合力极强及充满肌肉的脑袋。
该物种全身上下布满了茂密的毛发，散发出一种类似丝绸和金属的反光质感，该特性和红头弓背蚁（Camponotus singularis）相似。
该物种体型为大型弓背蚁。蚁后体型为19-21mm 左右；工蚁体长约为 10-18mm 左右，近乎和红头弓背蚁一樣大。

## 分布与习性
该物种分布于中国云南（西雙版納）、印度 、缅甸和越南。其模式产地为缅甸，采集点在海拔 914米高的地方。该物种为土栖蚂蚁。 

## 寄生
- 该物种是蚤蝇（Megaselia holosericei）的宿主。（受伤）(Brown et al., 2015)
- 该物种是蚤蝇（Megaselia holosericei）的宿主。（主要遭遇模式；直接传播；巢外传播）(Quevillon, 2018)
- 该物种是蚤蝇（Megaselia sp.）的宿主。（遭遇模式原发性；直接传播；巢外传播）(Quevillon, 2018)
- 该物种是蚤蝇（Megaselia sp.）的宿主。（受伤）(Brown et al., 2015)